# 大谷旭雄
大谷 旭雄（おおたに きょくゆう、1934年 - 2006年）は、浄土宗僧侶。
東京生まれ。東京都江東区浄土宗の重願寺住職。大正大学大学院修士課程修了。大正大学助教授、教授。2005年定年退任、名誉教授。次男に大谷徹奘。

## 著書
- 『法然浄土教とその周縁 乾』山喜房佛書林　2007
- 『法然浄土教とその周縁 坤』山喜房佛書林　2007

### 共著
- 『高僧 その人と教え』木内堯央,山田昭全,林亮勝,佐藤隆賢共著 大正大学出版部 大正大学選書 1983
- 『聖聡上人典籍研究』編　大本山増上寺 1989
- 『浄土仏教の思想 第7巻「永観」』講談社 1993

### 監修
- 『浄土宗読誦聖典 経文傍訳』第2版　勝崎裕彦編 高橋弘次共監修 四季社 1999
- 『浄土宗読誦聖典 経文傍訳 3』林田康順編　四季社　2001
- 『浄土宗読誦聖典 経文傍訳 4』柴田泰山編 四季社 2001

## 注
1. ↑  『法然浄土教とその周縁』著者紹介